# Ascogaster retis
Ascogaster retis är en stekelart som beskrevs av Ji och Chen 2002. Ascogaster retis ingår i släktet Ascogaster och familjen bracksteklar. Inga underarter finns listade.